# Bino (chanteur)
Bino, nom de scène de Benedetto Arico (né le 24 avril 1953 à Palerme, mort le 19 octobre 2010 dans la même ville) est un chanteur italien.

## Biographie
Bino étudie l'architecture pour reprendre l'entreprise de son père. Mais il tourne le dos à l'Italie et vient en Allemagne en 1975 en tant que musicien, d'abord à Schopfheim en Forêt-Noire. À Bad Säckingen, à proximité, il rejoint le groupe I Figli Di Yuma, avec qui il fait le tour de la région et de la Suisse. Puis Arico vient à Oldenbourg, où il est marchand de glaces, parfois chanteur dans des festivals, et enfin à Hambourg, où le producteur Rainer Felsen du label Pingo Music le découvre.
Le plus grand succès de Bino est la chanson Mama Leone en 1978. Le titre est composé et texté par Drafi Deutscher sous son pseudonyme Renate Vaplus et publié pour la première fois chez Polydor avec Ruth Handel en 1976. Cette première version n'est pas un succès avec l'arrangement de musique traditionnelle ; la version plus moderne sort le 3 mars 1978 produit par Mike Mareen chez CBS. Mais cette deuxième version de Handel ne convainc pas non plus, le label Carrère décide alors pendant l'été de produire l'Italien. Après le succès en Allemagne, la chanson est également enregistrée dans une version italienne dont le texte est de Bino lui-même. Le 23 novembre 1978, les deux versions figurent dans le top 10 des charts allemands en même temps (4e et 5e places). Bino est numéro un en Autriche pendant huit semaines, numéro un en Suisse pendant quatre semaines. Mama Leone est vendu 20 millions de fois dans le monde. En 1997, il dédie sa chanson à Mère Teresa. Avec Bambino (18e place en Autriche), également écrit par Drafi Deutscher, il a un deuxième succès, mais moindre.
Dans les années 1980 et 1990, Bino s'investit dans des établissements de restauration à Oldenbourg. Viva l’artista est le nom de son restaurant de la Donnerschweer Straße de 1993 à 1998, où il y a souvent des concerts. Pendant ce temps, Bino est aussi producteur pour d'autres musiciens, dont le chanteur de schlager Oliver Lukas.
En collaboration avec Drafi Deutscher, Bino produit en 2003 sous le nom de La Dolce Vita feat. Bino & Drafi un single avec les chansons Buona sera et Muy bien, chez Deutsche Austrophon. Cependant, le single n'a pas de succès malgré une bonne présence médiatique.
Bino vit à la fin de sa vie à Majorque avec son compagne Katrin.

## Discographie
Albums
- 1978 : Mama Leone
- 1979 : Bambino
- 1980 : Bino
- 1991 : Mama Leone (Compilation)
- 2008 : Emozioni

Singles
- 1978 : Mama Leone
- 1978 : Mama Leone (deutsch)
- 1978 : Bambino (deutsch)
- 1979 : Maria
- 1979 : Maria (deutsch)
- 1979 : Bambino
- 1980 : Sera
- 1980 : Frieden
- 1980 : Angela che sarà
- 1980 : Angela che sarà (deutsch)
- 1981 : Porto Christo, addios
- 1982 : Bella tu
- 1984 : Mia Kalifornia
- 1985 : Viva l’amore
- 1990 : Italia Italia
- 2003 : Buona sera (La Dolce Vita feat. Bino & Drafi)